# Jane Wymanová
Jane Wymanová, rodným jménem Sarah Jane Mayfieldová (5. ledna 1917, Saint Joseph – 10. září 2007, Rancho Mirage), byla americká herečka, zpěvačka a tanečnice.

## Život

### Mládí
Narodila se 5. ledna 1917 ve městě St. Joseph ve státě Missouri jako dcera Manninga Jeffriese Mayfielda a Gladys Hope Mayfieldové (rodným jménem Christianová). Její otec byl zaměstnán v potravinářské společnosti a matka pracovala jako lékařská stenografka. Po pěti letech manželství se v roce 1921 její rodiče rozvedli a otec o rok později zemřel na infarkt. Její matka se po jeho smrti přestěhovala do Clevelandu v Ohiu a Sarah Jane nechala u pěstounů Richarda a Emmy Fulksových. V roce 1928 se se svou pěstounskou matkou odstěhovala do jižní Kalifornie, ale o dva roky později se vrátily zpět do St. Josephu, kde Sarah Jane začala studovat na střední škole Lafayette High School. Téhož roku také začala vystupovat jako zpěvačka v rozhlase. V té době však byla stále nezletilá, takže musela lhát o svém skutečném věku a práci tak získala nelegálně. Kromě práce u rozhlasu si přivydělávala i jako komparzistka.

### Začátek kariéry

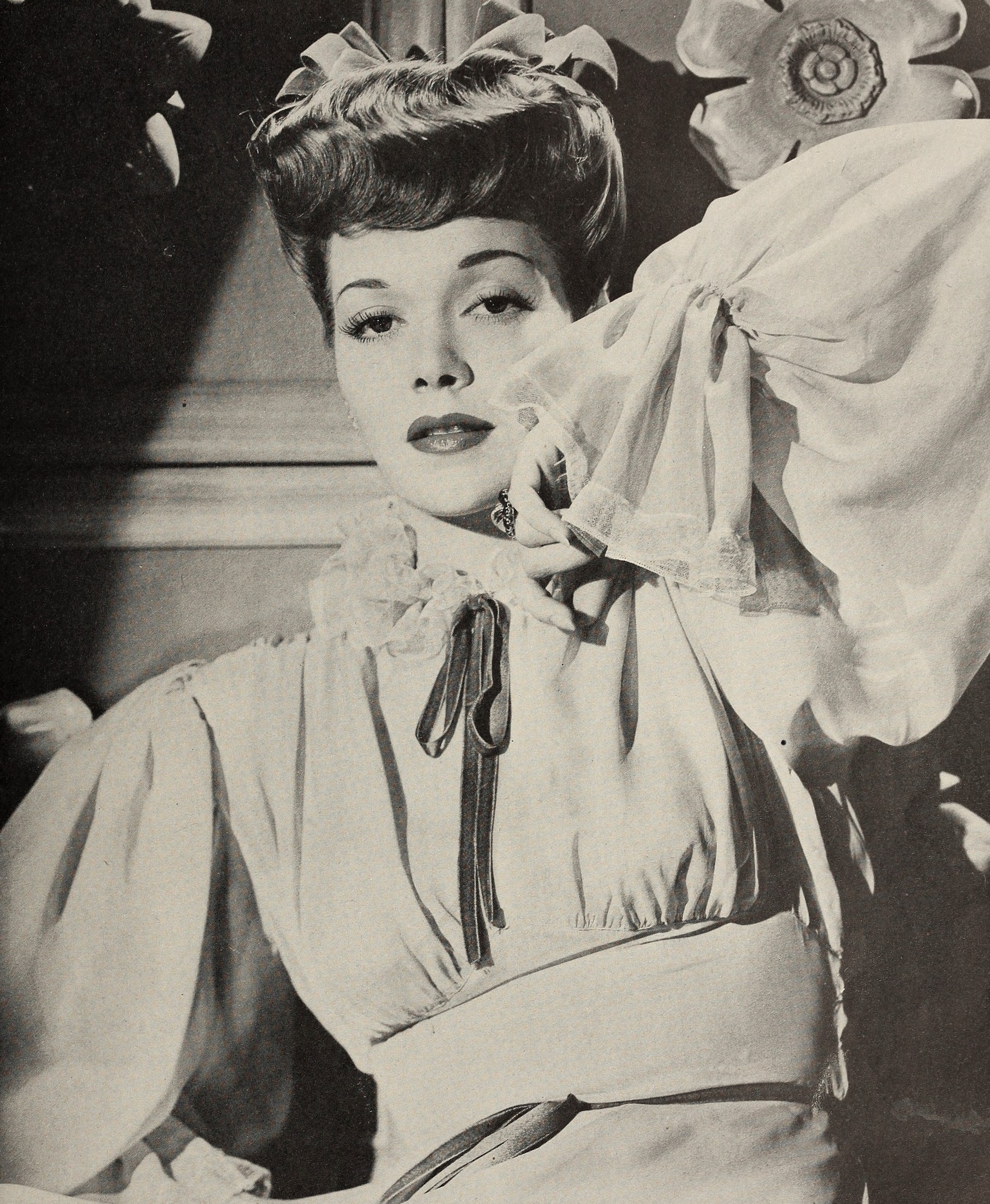
Jane Wymanová v roce 1943

V roce 1932 ve věku 15 let opustila školu a odcestovala zpátky do Hollywoodu, kde začala pracovat jako manikérka a spojovatelka v ústředně. Do filmu se brzy dostala také, ale během první poloviny 30. let hrála jen ve spoustě malých vedlejších rolí. V roce 1936 však podepsala smlouvu se studiem Warner Bros. a s ní brzy přišla i její první větší role ve filmu Public Wedding (1937). Během natáčení tohoto „béčkového“ filmu již byla rozvedena se svým prvním manželem Ernestem Wymanem, ale jeho příjmení si ponechala jako umělecké jméno po celou svou kariéru a poprvé s ním vystoupila právě v tomto snímku.
Po celý zbytek 30. let byla obsazována do více či méně podstatných rolí ve spoustě béčkových filmů a často ji studio Warner Bros. také zapůjčovalo ostatním studiím jako Universal Pictures, Metro-Goldwyn-Mayer i 20th Century Fox. Počátkem 40. let se prosadila také do několika „áčkových“ snímků jako například My Love Came Back (1940) s Olivií de Havillandovou a Jeffrey Lynnem, Tugboat Annie Sails Again (1940) s Ronaldem Reaganem nebo Honeymoon for Three (1941) s Ann Sheridanovou. Snímkem You're in the Army Now (1941) se zapsala i do historie nejdelším filmovým polibkem, který patřil Regisi Toomeyovi a trval 3 minuty a 5 sekund. Na další snímek byla zapůjčena Foxu a po boku Betty Grableové se blýskla v komedii Footlight Serenade (1942). Po další komedii s Olivií de Haviland Princess O'Rourke (1943) ji mateřské studio spojilo s Jackem Carsonem, se kterým následně natočila tři filmy. V roce 1944 se také objevila vedle spousty dalších hvězd v muzikálu Hollywood Canteen (1944). Velkou pozornost kritiků získala za své výkony ve film-noiru Ztracený víkend (1945) a za drama MGM The Yearling (1946) získala svou první nominaci na Oscara.

### Hollywoodská hvězda

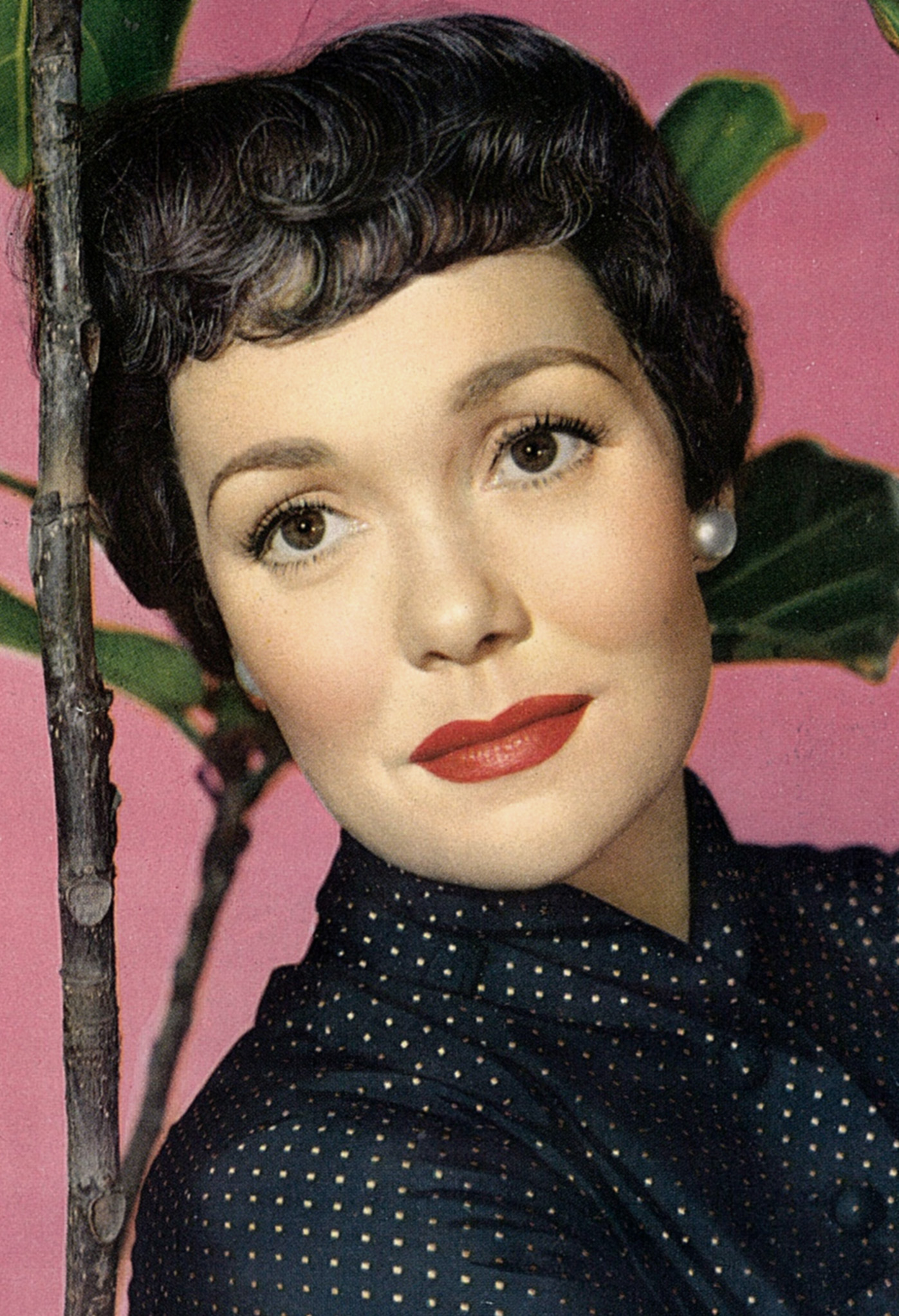
Jane Wymanová na vrcholu své kariéry (1953)

Její nejlepší film však přišel o dva roky později a jmenoval se Johnny Belinda (1948). V tomto snímku ztvárnila roli hluchoněmé Belindy, která je brutálně znásilněna místním rybářem. Z filmu se stal ihned obrovský trhák a Jane za své herecké výkony získala Oscara pro nejlepší herečku v hlavní roli. Její cesta ke slávě od nepodstatných rolí v béčkových filmech až k elitě Hollywoodu byla završena a jako nová hvězda s nejvyššími výdělky se objevila v několika dalších úspěšných snímcích jako jsou komedie A Kiss in the Dark (1949) a The Lady Takes a Sailor (1949) nebo thriller Alfreda Hitchcocka Hrůza na jevišti (1950). Po dalších dvou úspěšných snímcích byla zapůjčena studiu Paramount, pro které natočila komedii Přichází ženich (1951) a u RKO Pictures se blýskla v hlavní roli jako mladá vdova Louise Masonová v melodramatu The Blue Veil (1951), za které byla opět nominována na Oscara. Po filmech The Story of Will Rogers (1952) a Just for You (1952) však projevila nezájem o další „uplakané“ role a studio Columbia Pictures ji proto následně se obsadilo do muzikálu Let's Do It Again (1953) s Rayem Millandem.
Počátkem 50. let také vydala několik nahrávek u Decca Records, včetně spousty duetů s Bingem Crosbym.
V roce 1954 byla za romantické drama Nádherná posedlost opět nominována na Oscara a z filmu se stal další obrovský trhák. S Rockem Hudsonem byla následně spárována i romantického dramatu All That Heaven Allows (1955), které následovaly další snímky jako Lucy Gallant (1955) s Charltonem Hestonem a Miracle in the Rain (1956) s Van Johnsonem.

### Přechod k televizi a konec kariéry
V roce 1955 se také poprvé objevila na televizních obrazovkách v epizodě show General Electric Theatre, kterou moderoval její bývalý manžel Ronald Reagan. Hned poté začala vystupovat v seriálu Jane Wyman Presents The Fireside Theatre kde hrála ve 49 epizodách po dobu tří let. Po návratu k filmu však zůstala i nadále žádaná a u studia Fox nahradila Gene Tierneyovou ve filmu Holiday for Lovers (1959). Její filmová kariéra se však pomalu chýlila ke konci a během 60. let natočila už jen poslední tři filmy, včetně komedií Pollyanna a Bon Voyage! pro Walt Disney Pictures.
Nadále se začala soustředit už jen výhradně na televizi a během 60. let hostovala v několika pořadech jako Checkmate, Bob Hope Presents the Chrysler Theatre nebo Wagon Train. Brzy však z televizní produkce odešla a začala se věnovat malbě. V roce 1969 natočila svůj poslední snímek How to Commit Marriage a počátkem 70. let se k televizi vrátila. V roce 1981 však začala hrát v seriálu Síla rodu, kde zůstala po celých devět let vysílání a natočila celkem 228 epizod. Po Síle rodu se objevila ještě v jedné epizodě seriálu Doktorka Quinnová a ze showbyznysu odešla natrvalo.

### Osobní život

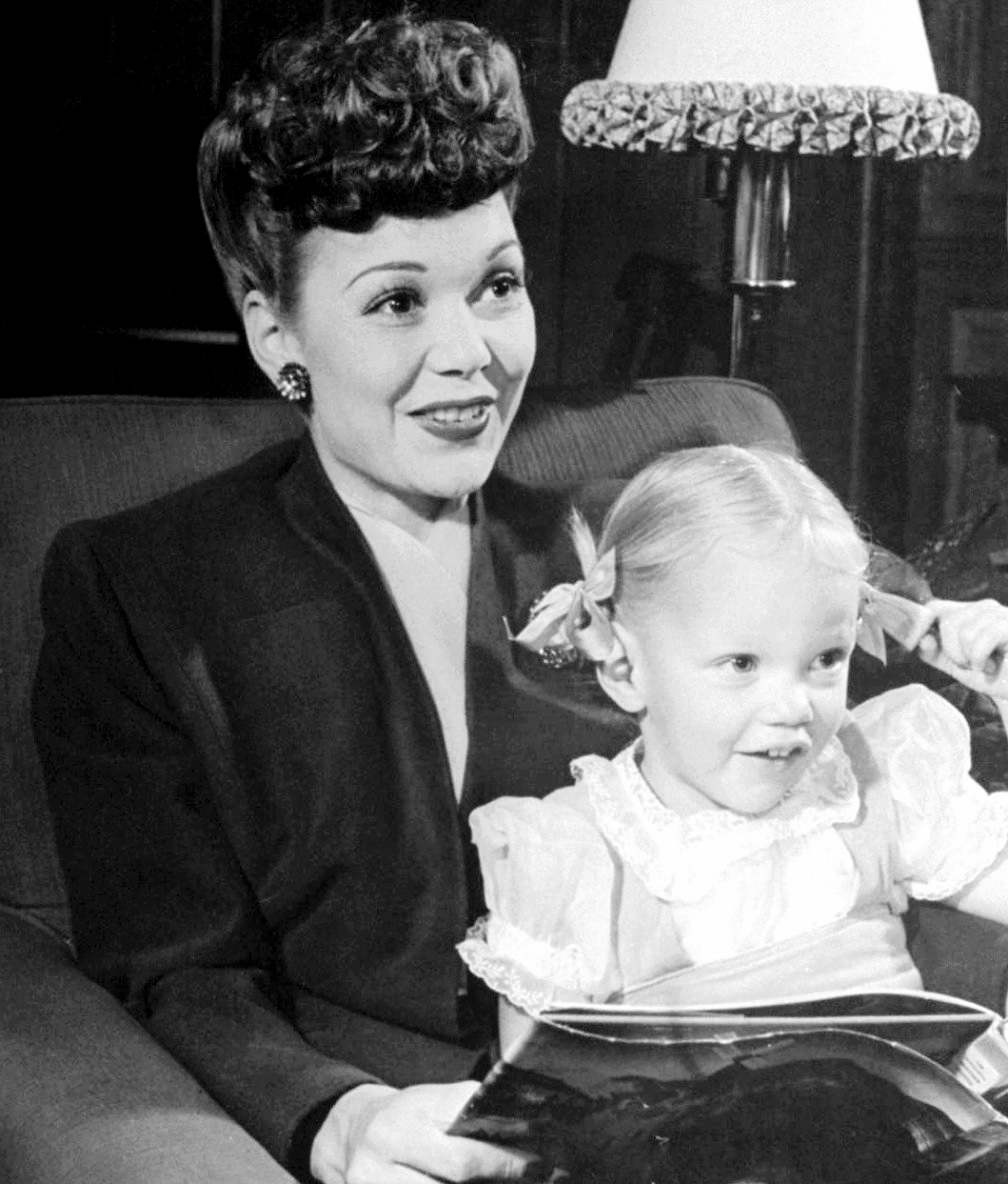
Jane Wymanová se svou první dcerou Maureen Reaganovou.

Jejím prvním manželem se stal 8. dubna 1933 prodavač Ernest Eugene Wyman. Na oddacím listě však uvedla své jméno jako Jane Fulksová a věk 19 let. Ve skutečnosti jí však bylo pouhých 16. Po dvou letech se rozvedli, ale jeho příjmení si ponechala po zbytek života. O dva roky později se vdala podruhé, za výrobce šatů Myrona M. Futtermana, ale po třech měsících manželství se také rozvedli, jelikož Myron nechtěl mít žádné děti.
Se svým třetím manželem, hercem a budoucím prezidentem Spojených států Ronaldem Reaganem, se seznámila v roce 1938 při natáčení komedie Brother Rat a po jejich třetím společném snímku Brother Rat and a Baby (1940) se zasnoubili. Vzali se 26. ledna 1940 v Glendale. Během téměř desetiletého manželství se jim narodily dvě děti a jedno adoptovali. Jejich druhá dcera Christine Reaganová se však narodila nedonošená a zemřela krátce po porodu (některé zdroje uvádějí, že se narodila již mrtvá). Důvodem jejich rozvodu byly opět odlišné názory, tentokrát však politické. Ronald byl (tehdy ještě) demokrat, zatímco Jane byla republikánka a rozvodu zřejmě napomohla i ona nešťastná smrt jejich druhé dcery. 
Tři roky po rozvodu s Reaganem se provdala počtvrté, za německo-amerického skladatele Fredericka M. Kargera, ale ani její čtvrté manželství dlouho nevydrželo. Rozvedli se 7. listopadu 1952. 11. března 1961 se však znovu vzali a po čtyřech letech opět rozvedli. Jane se poté už nikdy nevdala.
V posledních letech postihla Jane artritida, a proto se na veřejnosti téměř přestala objevovat. Jane také už od mládí trpěla cukrovkou 1. typu.

Zemřela ve svém domě 10. září 2007 přirozenou smrtí ve věku 90 let. Její syn Michael Reagan po její smrti pronesl: 
„...a Hollywood přišel o tu nejskvělejší dámu, která kdy zdobila stříbrné plátno.“

## Filmografie (výběr)

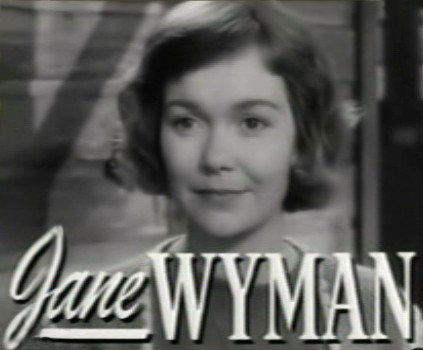
Ve filmu Johnny Belinda (1948)

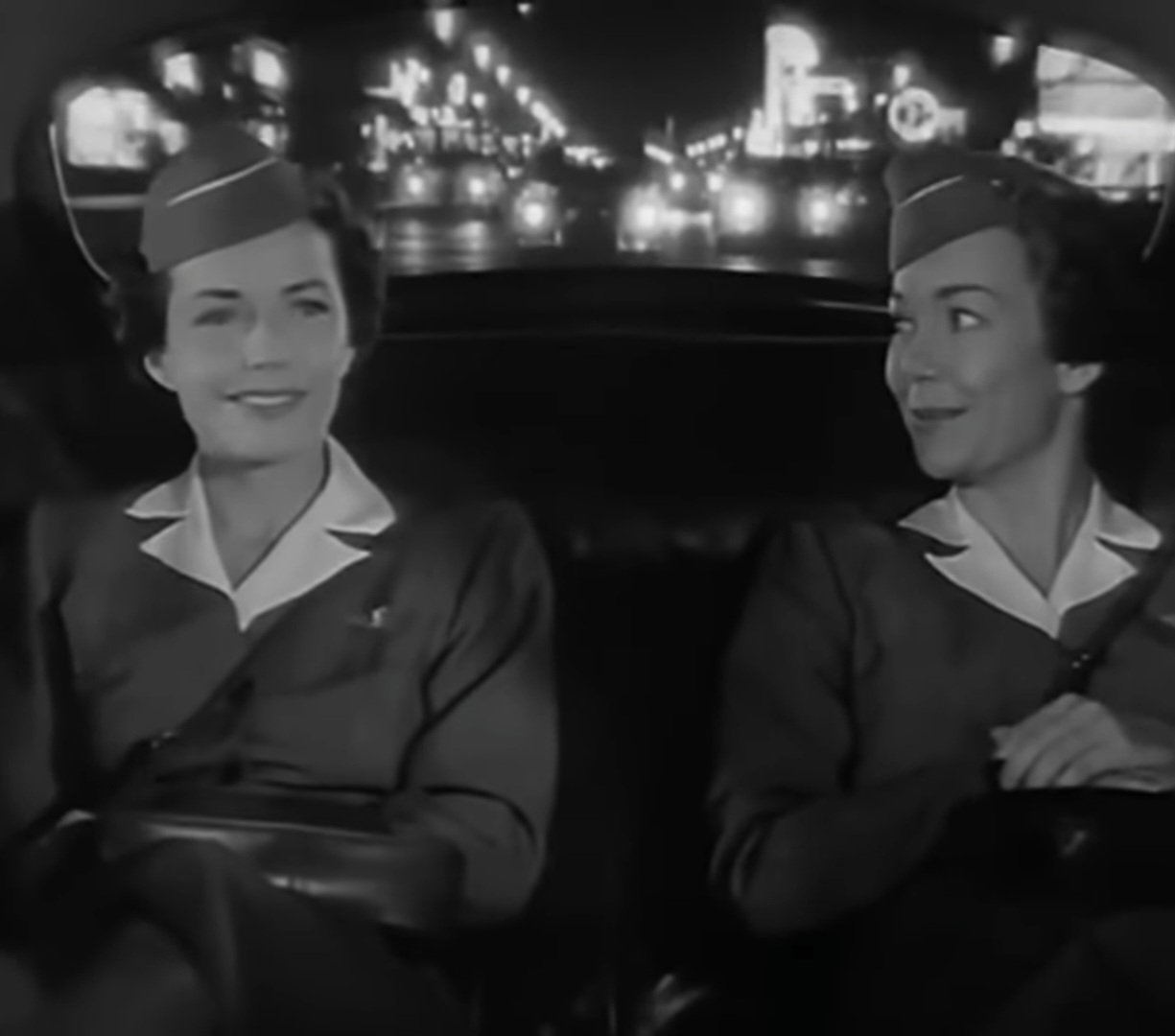
Anne Sargentová a Jane Wymanová ve filmu Three Guys Named Mike (1951).

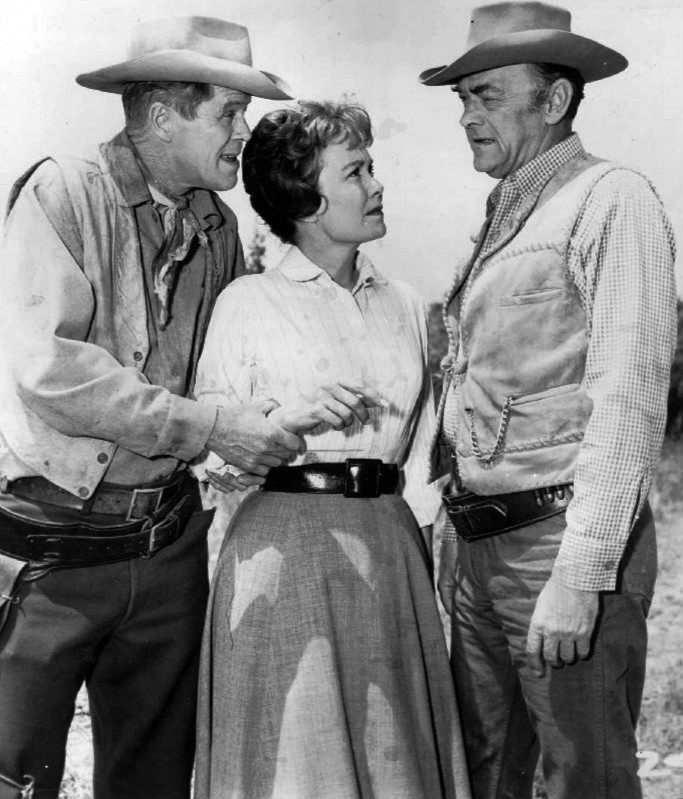
S Danem Duryeaem a Johnem McIntirem v seriálu Wagon Train (1962)

### Filmy
- 1933 Zlatokopové z roku 1933 (režie Mervyn LeRoy)
- 1936 Její komorník (režie Gregory La Cava)
- 1937 Public Wedding (režie Nick Grinde)
- 1938 The Spy Ring (režie Joseph H. Lewis)
- 1938 Wide Open Faces (režie Kurt Neumann)
- 1939 Torchy Blane... Playing with Dynamite (režie Noel M. Smith)
- 1939 Private Detective (režie Noel M. Smith)
- 1940 My Love Came Back (režie Curtis Bernhardt)
- 1942 Larceny, Inc. (režie Lloyd Bacon)
- 1942 Footlight Serenade (režie Gregory Ratoff)
- 1944 Crime by Night (režie William Clemens)
- 1944 Hollywood Canteen (režie Delmer Daves)
- 1945 Ztracený víkend (režie Billy Wilder)
- 1946 The Yearling (režie Clarence Brown)
- 1947 Cheyenne (režie Raoul Walsh)
- 1947 Magic Town (režie William A. Wellman)
- 1948 Johnny Belinda (režie Jean Negulesco)
- 1949 The Lady Takes a Sailor (režie Michael Curtiz)
- 1949 A Kiss in the Dark (režie Delmer Daves)
- 1950 Hrůza na jevišti (režie Alfred Hitchcock)
- 1950 The Glass Menagerie (režie Irving Rapper)
- 1951 Three Guys Named Mike (režie Charles Walters)
- 1951 Přichází ženich (režie rank Capra)
- 1951 The Blue Veil (režie Curtis Bernhardt)
- 1952 The Story of Will Rogers (režie Michael Curtiz)
- 1954 Nádherná posedlost (režie Douglas Sirk)
- 1955 All That Heaven Allows (režie Douglas Sirk)
- 1956 Miracle in the Rain (režie Rudolph Maté)
- 1960 Pollyanna (režie David Swift)
- 1962 Bon Voyage! (režie James Neilson)

### Seriály
- 1955–1958 Jane Wyman Presents The Fireside Theatre (49 epizod)
- 1958–1962 Wagon Train (2 epizody)
- 1962–1970 Insight (2 epizody)
- 1972–1973 The Bold Ones: The New Doctors (2 epizody)
- 1981–1990 Síla rodu (228 epizod)